# Lachnomyrmex haskinsi
Lachnomyrmex haskinsi  (лат.) — вид муравьёв рода Lachnomyrmex из подсемейства Myrmicinae (Formicidae). Неотропика.

## Распространение
Центральная Америка (Коста-Рика, Панама).

## Описание
Мелкого размера муравьи красновато-коричневого цвета (длина тела менее 3 мм). Длина головы рабочих (HL) 0,60-0,65 мм, ширина головы (HW) 0,55-0,63 мм. Отличаются мелкими размерами, скульптурой тела, направленными назад прямыми проподеальными шипиками, блестящим брюшком без волосков, мелкими глазами (около 7 фасеток по максимальному диаметру). Стебелёк между грудкой и брюшком состоит из двух узловидных члеников (петиоль и постпетиоль). Таксон наиболее сходен с видами Lachnomyrmex regularis (но отличается о последнего более мелкими размерами, сетчатостью  скульптуры, тонкими бороздками на дорзуме постпетиоля), Lachnomyrmex fernandezi и Lachnomyrmex mackayi (у двух последних видов брюшко с длинными волосками).
Вид был впервые описан в 1944 году американским энтомологом Мэрион Смитом (Smith, M. R., 1892-1975; США), а его валидный статус подтверждён в 2008 году американскими мирмекологами Роберто Ф. Брандао (Brandao, Carlos R. F.) и Родриго М. Фейтоза (Feitosa, Rodrigo M.) в ходе ревизии рода. Видовое название дано в честь энтомолога К. П. Хаскинса ( Dr. Caryl Parker Haskins, 1908–2001), внёсшего крупный вклад в исследование биологии муравьёв.

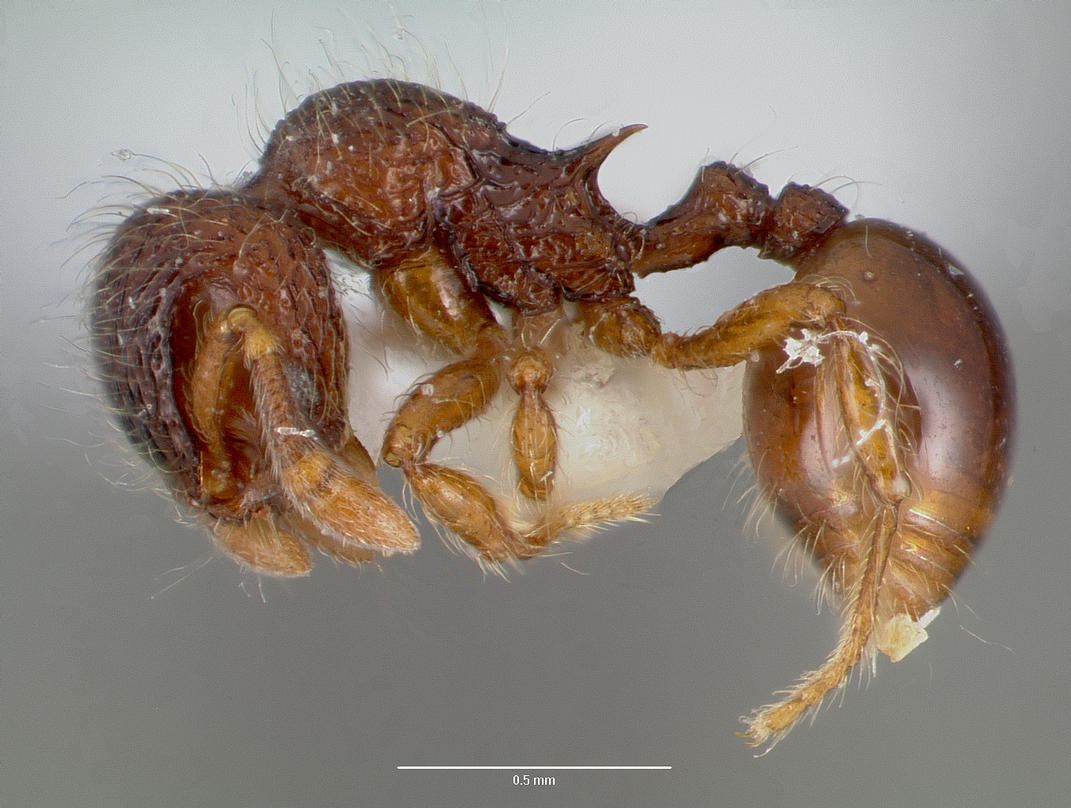
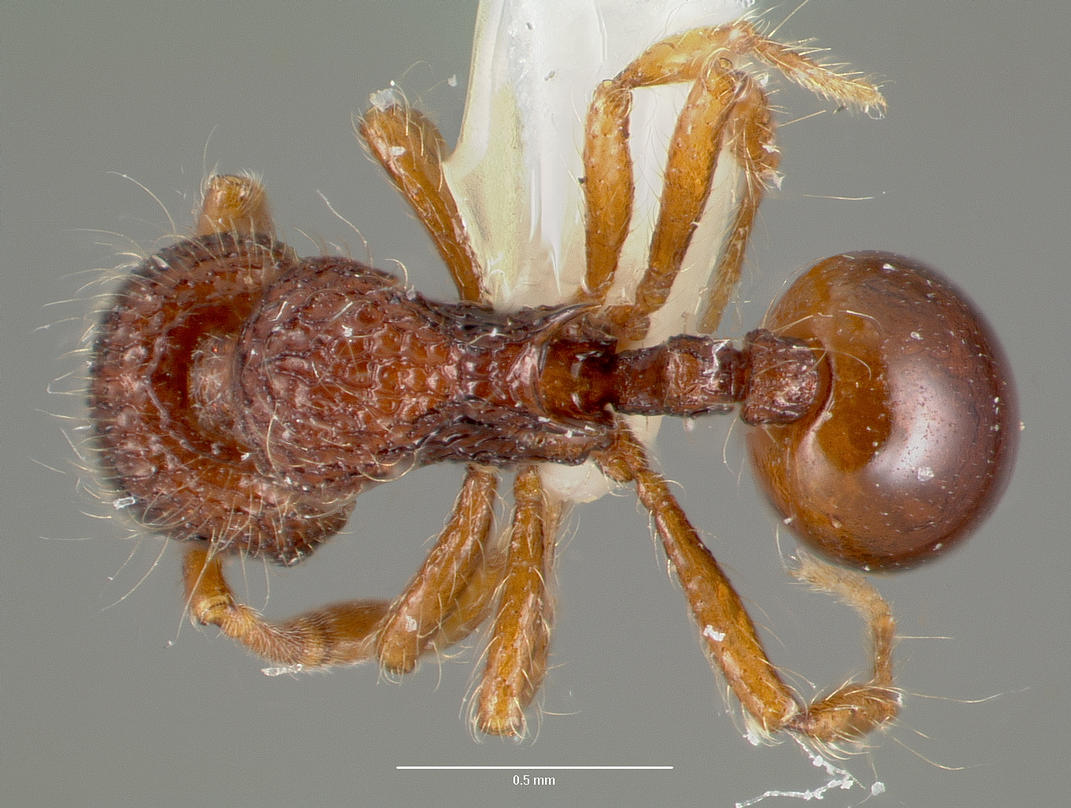